# Croton laevigatus
Espèce
Classification APG III (2009)
Croton laevigatus est une espèce de plantes à fleurs du genre Croton et de la famille Euphorbiaceae présente de l'Inde à la Chine (sud du Yunnan, Hainan).

## Synonymes
- Oxydectes laevigata (Vahl) Kuntze